# Comté de Starke
Pour les articles homonymes, voir Starke (homonymie).
Le comté de Starke  est un comté de l'État de l'Indiana, aux États-Unis. Il comptait 23 556 habitants en 2000. Son siège est Knox.